# يحيى بن بشر البلخي
أبو زكريا يحيى بن بشر بن زكريا البلخي الفلاس توفي عام 232 هـ أحد العلماء ومن رواة الحديث عند أهل السنة والجماعة.
كان زاهداً عابداً، من شيوخ البخاري. روى عن: الحكم بن المبارك، وروح بن عبادة، وسفيان بن عيينة، وشبابة، ووكيع بن الجراح، والوليد بن مسلم. وعنه: البخاري، وأحمد بن سيار، وعبد الله بن عبد الرحمن الدارمي، وعبد الصمد بن الفضل، وعبد بن حميد. ذكره ابن حبان في «الثقات». وقال الذهبي: ثقة. مات لخمس مضين من المحرم سنة ثنتين وثلاثين ومائتين.